# Marian Wnuk
Marian Wnuk (Przedbórz, 5 september 1906 – Warschau, 29 september 1967) was een Poolse beeldhouwer, pedagoog en kunstactivist. Hij maakte beeldhouwwerken van 1935 tot aan zijn dood in 1967.

## Biografie
Marian Wnuk studeerde houtsnijkunst aan de School voor Houtindustrie in Zakopane en vervolgens beeldhouwkunst aan de Academie voor Schone Kunsten in Warschau. Tot aan de Tweede Wereldoorlog was Wnuk werkzaam als docent aan het Nationale Instituut voor Schone Kunsten in Lwów en werkte hij samen met de ondergrondse raad van Poolse Joden. Na de opstand in Warschau werd hij gedeporteerd naar een dwangarbeiderskamp in Duitsland.
Na de oorlog werd Wnuk benoemd tot hoogleraar en rector van de Academie voor Schone Kunsten van Gdańsk in Sopot, en later in Warschau. Hij stond bekend om zijn monumentale sculpturen en bleef in zijn latere werken vasthouden aan klassieke oplossingen, wat hem in staat stelde zich goed aan te passen aan het socialistisch realisme, terwijl hij tegelijkertijd uitzonderlijke expressie bereikte.

## Belangrijke werken
- 1959 – Monument voor Poolse militaire begraafplaats in Lommel.

## Olympische Spelen
Marian Wnuk nam deel aan de kunstcompetities van de Olympische Zomerspelen 1936. Hij deed mee in de categorie beeldhouwkunst, specifiek sculpturen. 
- Gemeinsame Normdatei: 120880849
- International Standard Name Identifier: 0000 0000 6680 8214
- Library of Congress Control Number: n79000525
- Union List of Artist Names: 500120477
- Virtual International Authority File: 20523573
- WorldCat: E39PBJg8Gwg9QkChjm7Mff3G73